# Autarquismo
O Autarquismo (do grego, "crença no autogoverno") é uma filosofia política que defende o princípio da liberdade individual, rejeita o governo compulsório, e apoia a eliminação do governo geral em favor do autogoverno. Os defensores desta filosofia são os autarquistas, e o Estado em que todos governam a si mesmos é a autarquia.

## Autarquistas
Robert LeFevre, autodenominado autarquista, reconhecido como tal por Murray Rothbard, distingue o autarquismo do anarquismo, cuja economia considera resultar em intervenções contrárias à liberdade, em contraste com a economia baseada no laissez-faire da Escola Austríaca. Ao professar "um individualismo brilhante" enquanto advogava "um tipo de procedimento para interferir no processo do livre mercado, o anarquismo parece a LeFevre contraditório; assim, define como premissa fundamental da autarquia o Estoicismo de filósofos como Zenão de Eleia, Epicuro e Marco Aurélio, sintetizado no lema "controle-se a si mesmo"". Ao fundir tais elementos, LeFevre forja a filosofia autarquista: "Os estoicos estabeleceram as fronteiras morais; os epicuristas, a motivação; os praxeologistas, a metodologia. Proponho chamar este pacote de sistemas ideológicos autarquia, porque autarquia significa autogoverno.".
LeFevre afirma que "a ponte entre Spooner e os anarquistas atuais foi construída primeiramente por pessoas como H.L. Mencken, Albert Jay Nock e Mark Twain."
Ralph Waldo Emerson, embora não tenha se definido como autarquista, é tido como defensor da filosofia. Philip Jenkins defende que "as ideias de Emerson destacavam a liberação individual, a autarquia, autossuficiência e autogoverno, e se opunham incansavelmente ao conformismo social." Robert D. Richardson considera que a anarquia que Emerson "teria em mente seria a autarquia, autogoverno."
George Burghope escreveu o ensaio Autarquia, ou a arte do autogoverno em 1691.